# 川島駅
川島駅（かわしまえき）は、茨城県筑西市伊佐山にある東日本旅客鉄道（JR東日本）・日本貨物鉄道（JR貨物）水戸線の駅である。

## 歴史

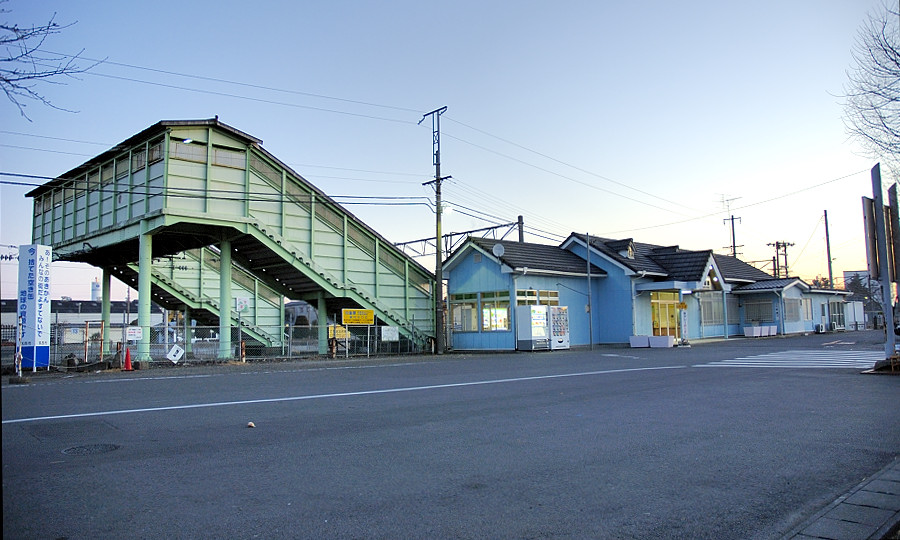
旧駅舎（2007年1月）

明治期には、当駅から真岡・益子・烏山・馬頭を経由し大子（常陸大子）へ至る常野鉄道の計画があり、1896年（明治29年）1月28日に仮免許が下りて着工されたが、資金不足に伴い1902年（明治35年）5月に工事中止を決定し翌年には免許が失効した。後に東野鉄道が同区間免許を取得したが完成しなかった。

### 年表
- 1889年（明治22年）
  - 4月16日：日本鉄道の伊佐山駅（いさやまえき）として開設[1]。
  - 5月25日：川島駅（かわしまえき）に改称[1]。
- 1984年（昭和59年）2月1日：荷物扱い廃止[1]。
- 1987年（昭和62年）4月1日：国鉄分割民営化に伴い、JR東日本・JR貨物の駅となる[1]。
- 1996年（平成8年）7月15日：発達した積乱雲に伴ってダウンバーストが発生。待合室のガラスが割れ、2人が負傷する[4][5]。
- 1997年（平成9年）3月22日：貨物列車設定廃止[1]。
- 2001年（平成13年）11月18日：ICカード「Suica」供用開始。
- 2014年（平成26年）10月：駅舎建替え工事開始[3]。
- 2015年（平成27年）1月17日：新駅舎使用開始[6]。
- 2018年（平成30年）3月16日：みどりの窓口営業終了[7]。

## 駅構造
相対式ホーム2面2線を有する地上駅。両ホームは跨線橋で連絡している。以前は3番線も存在した。
水戸統括センター（下館駅）管理の業務委託駅（JR東日本ステーションサービス受託）。自動券売機・簡易Suica改札機が設置されている。2018年3月までみどりの窓口の営業を行っていた。

### のりば
| 番線 | 路線    | 方向 | 行先                 |
| ---- | ------- | ---- | -------------------- |
| 1    | ■水戸線 | 上り | 結城・小山方面       |
| 2    | ■水戸線 | 下り | 下館・友部・水戸方面 |

（出典：JR東日本:駅構内図）

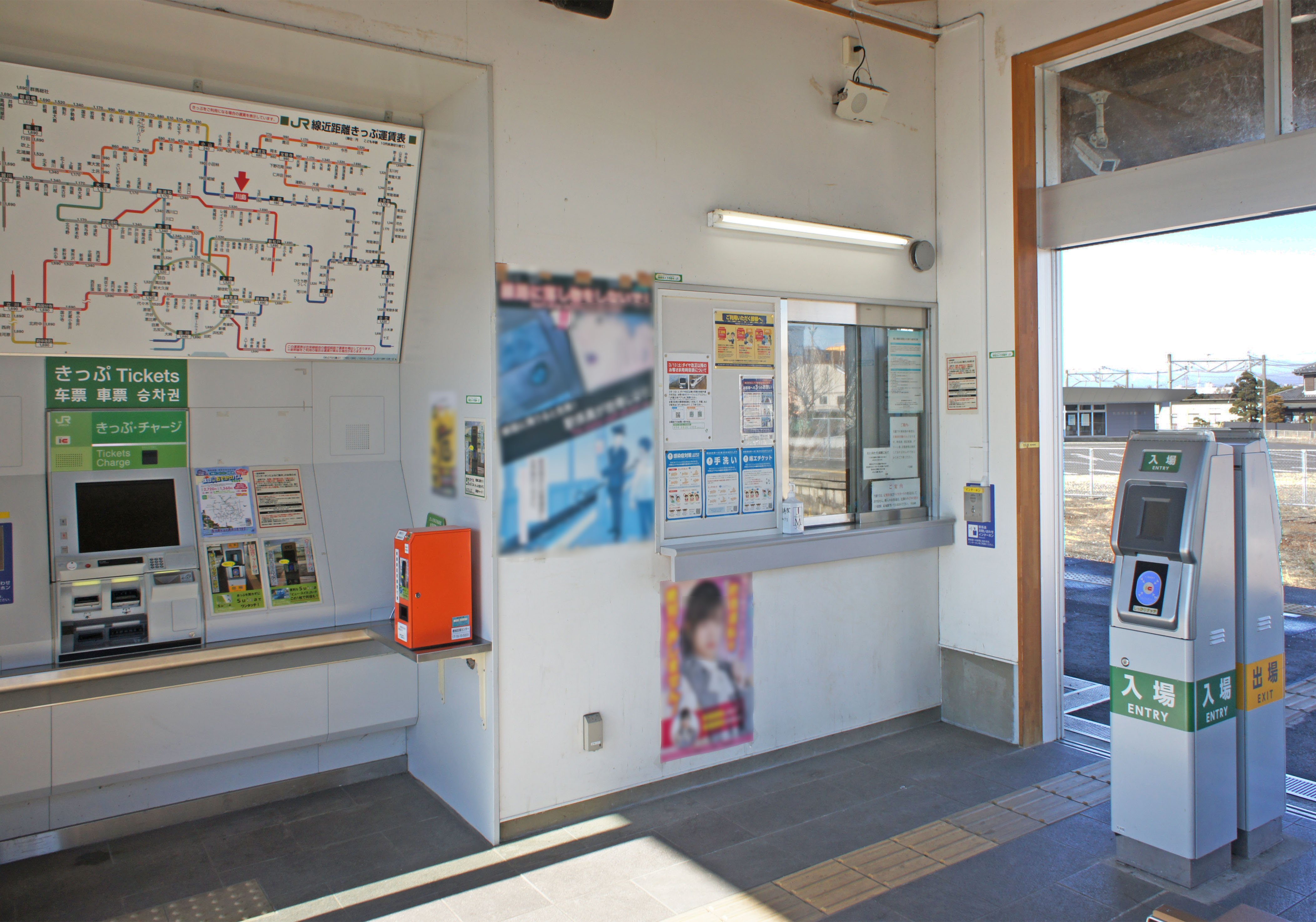
改札口（2022年1月）
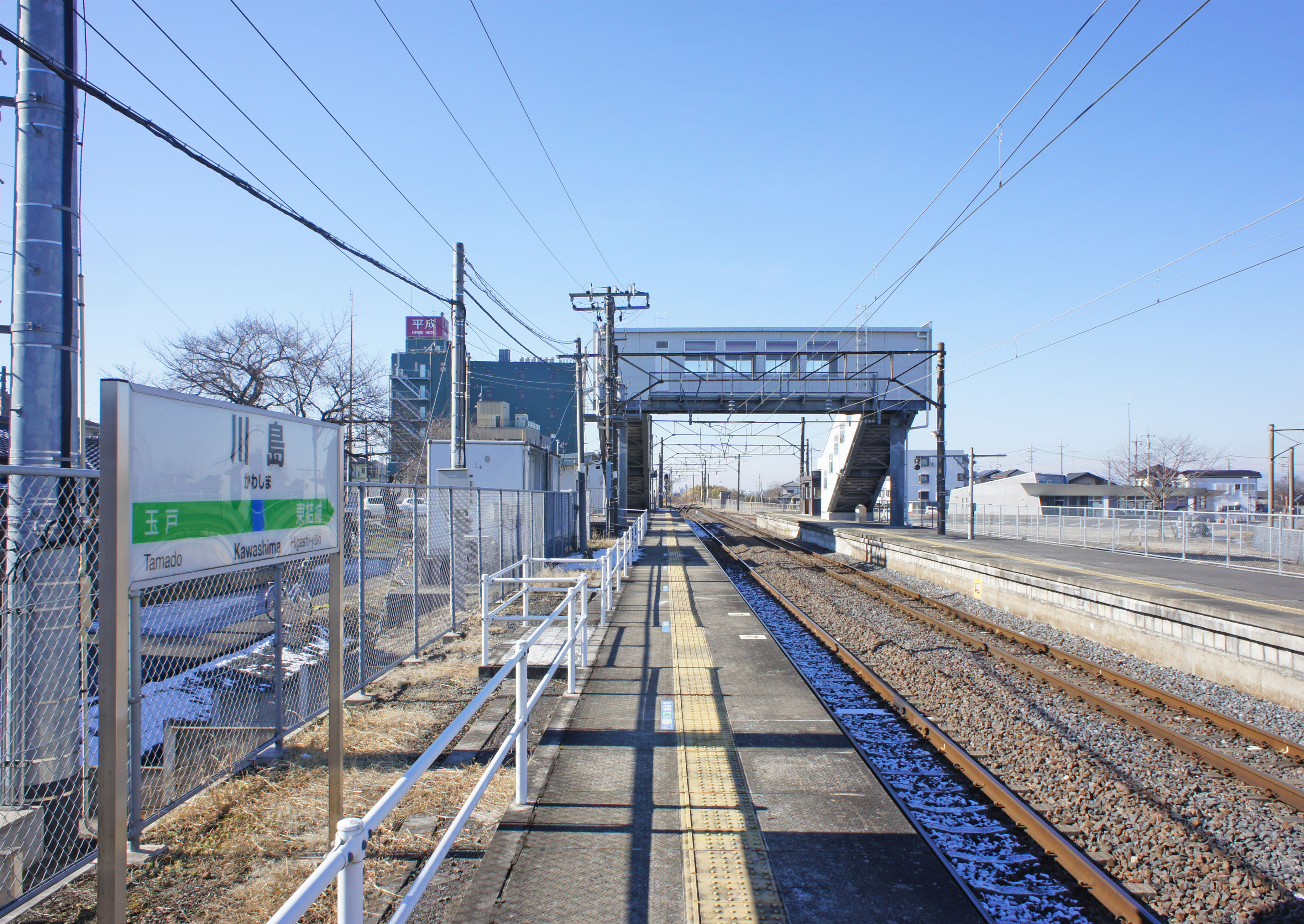
ホーム（2022年1月）

## 利用状況
JR東日本によると、2023年度（令和5年度）の1日平均乗車人員は619人である。
2000年度（平成12年度）以降の推移は以下の通り。
| 乗車人員推移       | 乗車人員推移     | 乗車人員推移    |
| 年度               | 1日平均 乗車人員 | 出典            |
| ------------------ | ---------------- | --------------- |
| 2000年（平成12年） | 1,235            | [ 利用客数 2 ]  |
| 2001年（平成13年） | 1,151            | [ 利用客数 3 ]  |
| 2002年（平成14年） | 1,066            | [ 利用客数 4 ]  |
| 2003年（平成15年） | 1,017            | [ 利用客数 5 ]  |
| 2004年（平成16年） | 1,008            | [ 利用客数 6 ]  |
| 2005年（平成17年） | 987              | [ 利用客数 7 ]  |
| 2006年（平成18年） | 996              | [ 利用客数 8 ]  |
| 2007年（平成19年） | 966              | [ 利用客数 9 ]  |
| 2008年（平成20年） | 970              | [ 利用客数 10 ] |
| 2009年（平成21年） | 886              | [ 利用客数 11 ] |
| 2010年（平成22年） | 832              | [ 利用客数 12 ] |
| 2011年（平成23年） | 768              | [ 利用客数 13 ] |
| 2012年（平成24年） | 756              | [ 利用客数 14 ] |
| 2013年（平成25年） | 776              | [ 利用客数 15 ] |
| 2014年（平成26年） | 795              | [ 利用客数 16 ] |
| 2015年（平成27年） | 768              | [ 利用客数 17 ] |
| 2016年（平成28年） | 789              | [ 利用客数 18 ] |
| 2017年（平成29年） | 832              | [ 利用客数 19 ] |
| 2018年（平成30年） | 789              | [ 利用客数 20 ] |
| 2019年（令和元年） | 776              | [ 利用客数 21 ] |
| 2020年（令和02年） | 586              | [ 利用客数 22 ] |
| 2021年（令和03年） | 572              | [ 利用客数 23 ] |
| 2022年（令和04年） | 599              | [ 利用客数 24 ] |
| 2023年（令和05年） | 619              | [ 利用客数 1 ]  |

## 貨物取扱
JR貨物の駅は車扱貨物臨時取扱駅であり、定期貨物列車発着は無い。
以前は、駅北方に位置する日本コンクリート工業（分社化に伴い現・NC東日本コンクリート工業）川島工場・日本セメント川島サービスステーションへ「上河原線」と呼ばれる専用線が続き、秩父鉄道武州原谷駅よりセメント輸送貨物列車が1997年3月19日まで運行されていた。主にセメント用ホッパ車が使用され、最盛期には3線ある駅留置線が満杯になる程であった。専用線は電化されていたが、入換には専ら東洋20t機や協三10t半キャブ、協三25t3軸機などが使用されていた。1980年代頃まではさらに北方の鬼怒川河川敷に近い工場敷地内、砕石用ホッパー場まで専用線が続いていた。さらに、かつては駅西方踏切先にある保守用側線が北方の専用線に向かってデルタ線を形成していた。
このほか開業当初から第二次世界大戦中までは、駅から鬼怒川に向かって南へ湾曲し、川島河岸を結ぶ引き込み線も存在した。現在は道床跡に境界杭、犬釘等が残る。

## 駅周辺
- 国道50号
- 鬼怒川
- NC東日本コンクリート工業川島工場
- 太平洋セメント筑西倉庫
- レゾナック下館事業所
- 筑西市役所川島出張所
- 川島郵便局
- 川島河岸跡
- 鬼怒緑地公園

## バス路線
2020年10月1日に、筑西・下妻広域連携バス（下妻市と筑西市を結ぶ）の実証実験運行が開始されたのに伴って、「川島駅」停留所が新設された。
以前は駅南側の国道50号（旧道）上に、筑西市地域内運行バスが経由する「川島駅南」停留所が存在したが、運行ルート変更に伴い2022年4月1日に廃止された。

## 隣の駅
東日本旅客鉄道（JR東日本）
■水戸線
東結城駅 - 川島駅 - 玉戸駅

### 記事本文
1. 1 2 3 4 5 6 7  石野哲 編『停車場変遷大事典 国鉄・JR編 II』（初版）JTB、1998年10月1日、465頁。ISBN 978-4-533-02980-6。
2. 1 2 3  『週刊 JR全駅・全車両基地』 05号 上野駅・日光駅・下館駅ほか92駅、朝日新聞出版〈週刊朝日百科〉、2012年9月9日、27頁。
3. 1 2  大高茂樹「筑波山や鬼怒川イメージ JR水戸線、川島駅舎が完成」『茨城新聞』茨城新聞社、2015年2月24日、[要ページ番号]。
4. ↑  “1996/07/15 14:50 茨城県下館市で発生したダウンバースト”.  気象庁. 2023年6月22日閲覧。
5. ↑  “ガラスの破損による事故事例調査結果”.   板硝子協会. 2023年6月22日閲覧。
6. ↑  『水戸線川島駅新駅舎の供用開始について』（PDF）（プレスリリース）JR東日本水戸支社、2014年12月12日。オリジナルの2018年3月7日時点におけるアーカイブ。2018年3月7日閲覧。
7. 1 2  “駅の情報（川島駅）：JR東日本”.   東日本旅客鉄道. 2018年3月7日時点のオリジナルよりアーカイブ。2018年3月7日閲覧。
8. ↑  “「商都下館」の原点（川島河岸＝舟の駅）”.  筑西市. 2023年12月27日閲覧。

### 利用状況
1. 1 2  “各駅の乗車人員（2023年度）”.   東日本旅客鉄道. 2024年7月21日閲覧。
2. ↑  “各駅の乗車人員（2000年度）”.   東日本旅客鉄道. 2019年3月9日閲覧。
3. ↑  “各駅の乗車人員（2001年度）”.   東日本旅客鉄道. 2019年3月9日閲覧。
4. ↑  “各駅の乗車人員（2002年度）”.   東日本旅客鉄道. 2019年3月9日閲覧。
5. ↑  “各駅の乗車人員（2003年度）”.   東日本旅客鉄道. 2019年3月9日閲覧。
6. ↑  “各駅の乗車人員（2004年度）”.   東日本旅客鉄道. 2019年3月9日閲覧。
7. ↑  “各駅の乗車人員（2005年度）”.   東日本旅客鉄道. 2019年3月9日閲覧。
8. ↑  “各駅の乗車人員（2006年度）”.   東日本旅客鉄道. 2019年3月9日閲覧。
9. ↑  “各駅の乗車人員（2007年度）”.   東日本旅客鉄道. 2019年3月9日閲覧。
10. ↑  “各駅の乗車人員（2008年度）”.   東日本旅客鉄道. 2019年3月9日閲覧。
11. ↑  “各駅の乗車人員（2009年度）”.   東日本旅客鉄道. 2019年3月9日閲覧。
12. ↑  “各駅の乗車人員（2010年度）”.   東日本旅客鉄道. 2019年3月9日閲覧。
13. ↑  “各駅の乗車人員（2011年度）”.   東日本旅客鉄道. 2019年3月9日閲覧。
14. ↑  “各駅の乗車人員（2012年度）”.   東日本旅客鉄道. 2019年3月9日閲覧。
15. ↑  “各駅の乗車人員（2013年度）”.   東日本旅客鉄道. 2019年3月9日閲覧。
16. ↑  “各駅の乗車人員（2014年度）”.   東日本旅客鉄道. 2019年3月9日閲覧。
17. ↑  “各駅の乗車人員（2015年度）”.   東日本旅客鉄道. 2019年3月9日閲覧。
18. ↑  “各駅の乗車人員（2016年度）”.   東日本旅客鉄道. 2019年3月9日閲覧。
19. ↑  “各駅の乗車人員（2017年度）”.   東日本旅客鉄道. 2019年7月9日閲覧。
20. ↑  “各駅の乗車人員（2018年度）”.   東日本旅客鉄道. 2019年7月9日閲覧。
21. ↑  “各駅の乗車人員（2019年度）”.   東日本旅客鉄道. 2020年7月12日閲覧。
22. ↑  “各駅の乗車人員（2020年度）”.   東日本旅客鉄道. 2021年7月24日閲覧。
23. ↑  “各駅の乗車人員（2021年度）”.   東日本旅客鉄道. 2022年8月7日閲覧。
24. ↑  “各駅の乗車人員（2022年度）”.   東日本旅客鉄道. 2023年7月10日閲覧。